# Christian Friedrich Schmid
Christian Friedrich Schmid, född den 25 maj 1794, död den 28 mars 1852, var en tysk protestantisk teolog. 
Schmid blev 1821 extra ordinarie och 1826 ordinarie professor vid universitetet i Tübingen. Schmid, som till sin teologiska ståndpunkt närmast torde vara att räkna till den så kallade förmedlingsteologin, framträdde mycket litet som författare, men övade såväl personligen som genom sin exegetik, moralteologi, praktisk teologi och, under en kortare tid, symbolik omfattande undervisning betydande inflytande på sin lärjungekrets, ur vilken flera bemärkta teologer framgick. Speciellt gav han fruktbärande uppslag för den nytestamentliga teologins behandling. Genom hans lärjungar utgavs postumt hans föreläsningar över Biblische Theologie des neuen Testaments (1853; 6:e upplagan 1892) och Christliche Sittenlehre (1861).